# Estola nigrosignata
Estola nigrosignata là một loài bọ cánh cứng trong họ Cerambycidae.